# 让-路易·比安科
让-路易·比安科（法語：Jean-Louis Bianco，1943年1月12日—），法国政治家，社会党议员，出生于巴黎西郊塞纳河畔讷伊市，毕业于巴黎政治学院（Sciences Po）及法国国家行政学院（ENA, 1971），1982年被总统密特朗任命为法国历史上最年轻的总统府秘书长，一直连任到1991年，成为第五共和国历史上任职时间最长的总统府秘书长（九年）。91年---93年，分别出任法国社会事务部长、装备及交通部长。社会党下台后，任省会城市迪涅莱班市市长，1998年后任上普罗旺斯阿尔卑斯省议会主席。2007年总统选举时，跟弗朗索瓦·勒布萨芒（François Rebsamen）先生为社会党候选人塞格琳·羅雅爾女士的左膀右臂。在2011年社会党总统候选人初选阶段，成为华娅尔女士最具影响力的支持者，在华娅尔落选后转而支持奥朗德先生。
比安科先生出生于一个“国际家庭”，其祖父母分别是意大利和爱尔兰人，其外祖父母分别是荷兰语区比利时人和瑞士人。他婚后育有三个孩子。2010年出版了对话体著作《假如我是总统…… 2012年做什么？》阐述了他对法国现状的看法，并就法国人的期望提出了一些建议和计划。